# 豊富村 (愛知県額田郡)
豊富村（とよとみむら）は、かつて愛知県額田郡にあった村である。
額田町の南西部に該当し現在の岡崎市の北部に該当する。村名は旧・豊岡村と高富村の一文字ずつ取った、合成地名である。

## 沿革
- 江戸時代末期、この地域は岡崎藩領、野村藩領、磐城平藩領、西大平藩領、天領、旗本領、寺社領であった。
- 1906年（明治39年）5月1日 - 額田郡高富村、豊岡村および栄枝村の一部（夏山）が合併し、豊富村となる。
- 1956年（昭和31年）9月30日 - 形埜村、宮崎村および下山村の一部が合併し、額田町となる。当初、額田町の役場の設置場所については、旧・形埜村役場の再利用、旧・豊富村役場の再利用、新しく設置かで揉めたという。最終的には旧・豊富村役場の使用となったという。

## 歴代村長
| 代 | 氏名       | 就任         | 退任         | 出身地 |
| -- | ---------- | ------------ | ------------ | ------ |
| 1  | 山口金次郎 | 明治39年5月  | 明治39年11月 | 滝尻   |
| 2  | 宇野定治郎 | 明治39年12月 | 明治41年12月 | 夏山   |
| 3  | 清水久治郎 | 明治42年1月  | 明治45年1月  | 鹿勝川 |
| 4  | 平岡治郎作 | 明治45年2月  | 大正4年      | 鹿勝川 |
| 5  | 加藤喜平   | 大正4年      | 大正15年7月  | 片寄   |
| 6  | 宇野熊治郎 | 大正15年8月  | 昭和5年7月   | 夏山   |
| 7  | 原田宇平   | 昭和5年8月   | 昭和9年8月   | 牧平   |
| 8  | 小林政之助 | 昭和9年8月   | 昭和17年5月  | 鳥川   |
| 9  | 片岡寿一   | 昭和17年6月  | 昭和21年5月  | 夏山   |
| 10 | 渡辺愛治   | 昭和21年6月  | 昭和22年3月  | 樫山   |
| 11 | 宇野俊治   | 昭和22年4月  | 昭和30年4月  | 夏山   |
| 12 | 片岡悦太郎 | 昭和30年5月  | 昭和31年9月  | 滝尻   |

## 学校
- 豊富村立豊富中学校（現・岡崎市立額田中学校）
- 豊富村立豊富小学校
- 豊富村立夏山小学校
- 豊富村立鳥川小学校

## 寺社

### 神社
| - 須賀神社（樫山） - 神明宮（樫山） - 豊富神社（牧平） - 白山神社（桜井寺） - 八幡宮（細光） - 御獄神社（細光） - 金山彦神社（細光） | - 八幡宮（片寄） - 須佐之男神社（滝尻） - 秋葉社（鹿勝川） - 神明社（下衣文） - 蘇美神社（下衣文） - 夏山八幡宮（夏山） - 白山社（夏山） | - 秋葉社（夏山） - 諏訪社（夏山） - 若宮八幡社（夏山） - 若宮八幡宮（鳥川） - 白髭八柱神社（鳥川） - 神明宮金刀比羅社（鳥川） |

### 寺院
| - 桜井寺（桜井寺） - 弘分寺（下文衣） - 浄泉寺（樫山） - 定林寺（樫山） - 意徳院（樫山） - 福聚寺（牧平） | - 天恩寺（片寄） - 慈雲院（鹿勝川） - 明宗寺（細光） - 渭泉寺（細光） - 玉泉寺（滝尻） - 慈徳院（鳥川） | - 牧泉寺（夏山） - 華蔵院（夏山） - 遊泉寺（夏山） - 松立寺（夏山） - 松樹寺（夏山） |

## 出身者
- 中根寛 - 洋画家。東京藝術大学名誉教授。